# Pavel Bořkovec

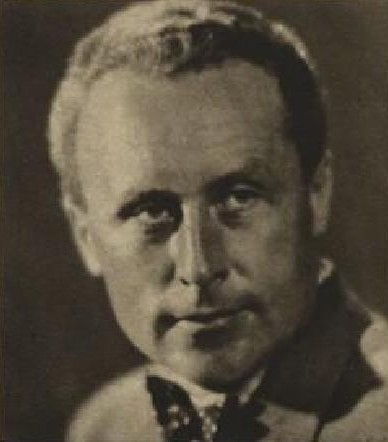
Pavel Bořkovec (1894–1972)

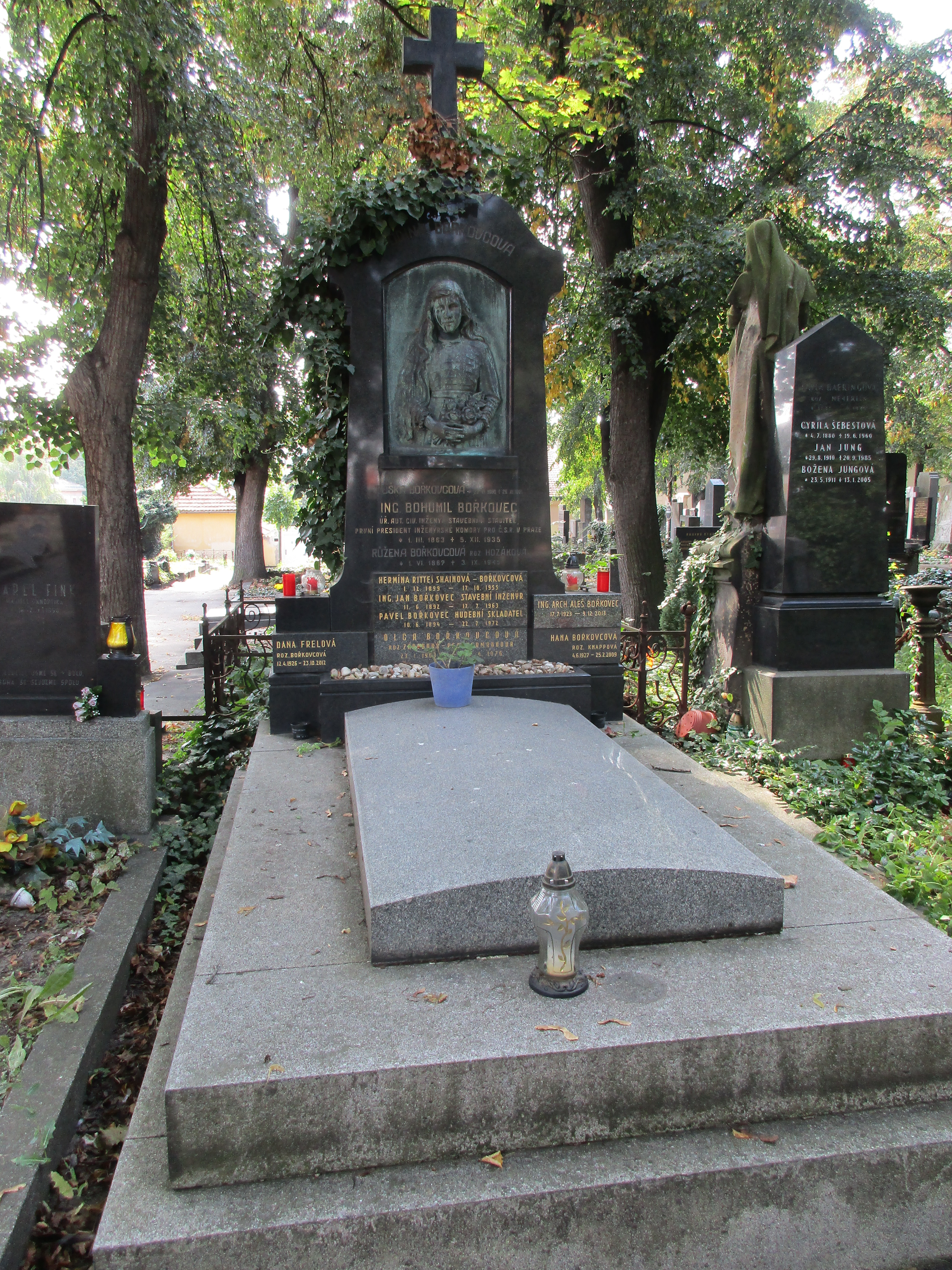
Grabstätte von Pavel Bořkovec auf dem Friedhof Bubeneč in Prag

Pavel Bořkovec (* 10. Juni 1894 in Prag, Österreich-Ungarn; † 22. Juli 1972 ebenda) war ein tschechischer Komponist.

## Leben
Bořkovec studierte am Prager Konservatorium ab 1918 bei Josef Bohuslav Foerster und Josef Suk Komposition. Er lebte nach seiner Ausbildung ausschließlich von seinem kompositorischen Schaffen. 1937 wurde er zum außerordentlichen Mitglied der Tschechischen Akademie für Kunst und Wissenschaft ernannt; von 1946 bis 1967 unterrichtete er an der Akademie der Musischen Künste von Prag. Zu seinen Schülern zählten Pavel Blatný, Jiří Pauer, Vladimír Sommer, Petr Eben, Radim Drejsl, Jan Klusák und Jan Truhlar. Er komponierte neben anderen Werken zwei Opern, Symphonien, zwei Klavierkonzerte, ein Concerto grosso, ein Ballett und fünf Streichquartette.

## Werke
- Klavierkonzert Nr. 1, 1931
- Satyr, Oper nach Johann Wolfgang von Goethe, 1942
- Concerto grosso, 1942
- Klavierkonzert Nr. 2, 1949–50
- Palecek, Oper, 1959